# Nội bào
Trong sinh học tế bào, sinh học phân tử và những lĩnh vực liên quan, thuật ngữ nội bào (tiếng Anh: intracellular) có nghĩa "bên trong tế bào".
Từ này trái nghĩa với ngoại bào (bên ngoài tế bào, tiếng Anh: extracellular). Màng tế bào (và thành tế bào trong nhiều sinh vật) là hàng rào ngăn cách hai không gian này, và thành phần hóa học của môi trường nội và ngoại bào có thể hoàn toàn khác biệt. Ví dụ, ở hầu hết các sinh vật, enzyme ATPase Na+/K+ giúp duy trì nồng độ cao kali bên ngoài tế bào trong khi vẫn giữ hàm lượng thấp natri, dẫn đến dễ bị kích thích hóa học.